# Galen Stucky

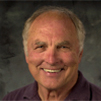
Galen Stucky

Galen Dean Stucky (* 17. Dezember 1936 in McPherson, McPherson County, Kansas) ist ein US-amerikanischer Materialwissenschaftler.

## Leben und Wirken
Stucky erwarb 1957 seinen Bachelor of Science am McPherson College und 1962 seinen Ph.D. in physikalischer Chemie an der Iowa State University. In seiner Dissertation arbeitete er auf dem Grenzgebiet zwischen Kristallographie und Organometallchemie und untersuchte die Synthese, das NMR-Spektrum, das Wachstum von Einkristallen und die Struktur der Grignard-Verbindung. 1962 bis 1963 war er Post-Doktorand bei Clifford Shull an der Fakultät für Physik am Massachusetts Institute of Technology (MIT). Dort untersuchte er den Schwingereffekt bei der Streuung polarisierter Elektronen in pyroelektrischen Kristallen. Nach dem Besuch eines dreimonatigen Workshops bei Per-Olov Löwdin am Institut für Quantenchemie der University of Florida wurde er 1964 Assistenzprofessor für anorganische Chemie an der University of Illinois at Urbana-Champaign, wo er 1972 bis 1980 voller Professor war. 1979 bis 1981 war er in den Sandia National Laboratories und 1981 bis 1985 in der Forschungs- und Entwicklungsabteilung von DuPont tätig. Anschließend wechselte er an die University of California, Santa Barbara, wo er Professor an der Fakultät für Chemie und Biochemie und seit 1993 auch an der Fakultät für Materialwissenschaften ist. Er ist Ehrenprofessor der Fudan-Universität in Shanghai und Gastprofessor an der Peking-Universität.
Stucky entwirft und synthetisiert neue poröse Materialien für verschiedene Anwendungen wie Katalysatoren, Trennverfahren und in der Optik. Er beschäftigt sich mit Molekularsieben, mesoporösen Festkörpern, Thermoelektrizität, Optoelektronik und der Nutzung der Biomineralisation zur in vitro Materialsynthese. Er veröffentlichte mehr als 600 wissenschaftliche Arbeiten.
Seit 2014 zählt ihn Thomson Reuters aufgrund der Zahl seiner Zitationen zu den Favoriten auf einen Nobelpreis (Thomson Reuters Citation Laureates).
Galen Stucky ist mit Kaaren verheiratet und hat zwei Söhne.

## Mitgliedschaften
- American Chemical Society
- Materials Research Society
- SPIE – International Society for Optical Engineers
- 1994: American Association for the Advancement of Science

## Auszeichnungen
- 2000: Humboldt-Forschungspreis (Alexander von Humboldt-Stiftung)
- 2002: Chemistry of Materials Award (American Chemical Society)
- 2004: IMMA Award (International Mesostructured Materials Association)
- 2005: Wahl in die American Academy of Arts and Sciences
- 2013: Wahl in die National Academy of Sciences
- 2014: Prinz-von-Asturien-Preis für Wissenschaft und Technik